# Belgium az 1936. évi téli olimpiai játékokon
Belgium a németországi Garmisch-Partenkirchenben megrendezett 1936. évi téli olimpiai játékok egyik részt vevő nemzete volt. Az országot az olimpián 5 sportágban 27 sportoló képviselte, akik érmet nem szereztek.

## Alpesisí
Férfi
| Versenyző             | Versenyszám | Lesiklás      | Lesiklás      | Lesiklás      | Műlesiklás | Műlesiklás | Műlesiklás | Műlesiklás | Műlesiklás | Műlesiklás | Műlesiklás | Összesítés | Összesítés |
| Versenyző             | Versenyszám | Lesiklás      | Lesiklás      | Lesiklás      | 1. futam   | 1. futam   | 2. futam   | 2. futam   | Össz.      | Össz.      | Össz.      | Összesítés | Összesítés |
| Versenyző             | Versenyszám | Idő           | Pont          | Hely.         | Idő        | Hely.      | Idő        | Hely.      | Idő        | Pont       | Hely.      | Pont       | Helyezés   |
| --------------------- | ----------- | ------------- | ------------- | ------------- | ---------- | ---------- | ---------- | ---------- | ---------- | ---------- | ---------- | ---------- | ---------- |
| Charles Bracht        | Összetett   | nem ért célba | nem ért célba | nem ért célba | kiesett    | kiesett    | kiesett    | kiesett    | kiesett    | kiesett    | kiesett    | kiesett    | kiesett    |
| Jacques Peten         | Összetett   | 10:09,2       | 47,18         | 52.           | 2:24,9     | 49.        | kizárták   | kizárták   | kiesett    | kiesett    | kiesett    | kiesett    | kiesett    |
| Werner de Spoelberch  | Összetett   | 7:03,0        | 67,94         | 44.           | 2:28,6     | 50.        | kizárták   | kizárták   | kiesett    | kiesett    | kiesett    | kiesett    | kiesett    |
| Raymond de Braconnier | Összetett   | 6:52,0        | 69,76         | 42.           | 2:22,2     | 48.        | kizárták   | kizárták   | kiesett    | kiesett    | kiesett    | kiesett    | kiesett    |

## Bob
| Versenyző                                                                        | Versenyszám | 1. futam | 1. futam | 2. futam | 2. futam | 3. futam | 3. futam | 4. futam | 4. futam | Összesítés | Összesítés |
| Versenyző                                                                        | Versenyszám | Idő      | Hely.    | Idő      | Hely.    | Idő      | Hely.    | Idő      | Hely.    | Idő        | Helyezés   |
| -------------------------------------------------------------------------------- | ----------- | -------- | -------- | -------- | -------- | -------- | -------- | -------- | -------- | ---------- | ---------- |
| Rene Baron Lunden Eric Vicomte de Spoelberch                                     | Kettes      | 1:25,82  | 5.       | 1:24,35  | 9.       | 1:32,31  | 16.      | 1:23,80  | 7.       | 5:46,28    | 8.         |
| Max Houben Martial van Schelle                                                   | Kettes      | 1:31,73  | 16.      | 1:24,05  | 7.       | 1:26,13  | 6.       | 1:25,41  | 11.      | 5:47,32    | 9.         |
| Rene Baron Lunden Eric Vicomte de Spoelberch Philippe de Pret Roose Gaston Braun | Négyes      | 1:25,77  | 10.      | 1:21,81  | 5.       | 1:21,67  | 7.       | 1:20,57  | 6.       | 5:29,82    | 8.         |
| Max Houben Martial van Schelle Louis de Ridder Paul Graeffe                      | Négyes      | 1:22,22  | 2.       | 1:23,52  | 9.       | 1:22,50  | 8.       | 1:20,68  | 8.       | 5:28,92    | 5.         |

## Gyorskorcsolya
| Versenyző        | Versenyszám | Eredmény | Helyezés |
| ---------------- | ----------- | -------- | -------- |
| Charles de Ligne | 500 m       | 1:44,6   | 35.      |
| Charles de Ligne | 1500 m      | 3:21,9   | 37.      |
| Charles de Ligne | 5000 m      | kizárták | kizárták |
| Charles de Ligne | 10 000 m    | 23:32,9  | 28.      |
| James Graeffe    | 500 m       | 54,6     | 33.      |
| James Graeffe    | 1500 m      | 3:00,5   | 36.      |
| James Graeffe    | 5000 m      | 10:52,6  | 35.      |

## Jégkorong
| Belga férfi jégkorongcsapat-játékoskeret                                             | Belga férfi jégkorongcsapat-játékoskeret                                                            |
| ------------------------------------------------------------------------------------ | --------------------------------------------------------------------------------------------------- |
| - Walter Bastenie - Robert Baudinne - Roger Bureau - Fernand Carez - Louis De Ridder | - Willy Kreitz - Joseph Lekens - Georges Pootmans - Pierre Van Reyschoot - Carlos van den Driessche |

### Eredmények
Csoportkör
C csoport
| Csapat        | M | Gy | D | V | G+ | G– | Gk  | P |
| ------------- | - | -- | - | - | -- | -- | --- | - |
| Csehszlovákia | 3 | 3  | 0 | 0 | 10 | 0  | +10 | 6 |
| Magyarország  | 3 | 2  | 0 | 1 | 14 | 5  | +9  | 4 |
| Franciaország | 3 | 1  | 0 | 2 | 4  | 7  | –3  | 2 |
| Belgium       | 3 | 0  | 0 | 3 | 4  | 20 | –16 | 0 |

| 1936. február 6. | Magyarország (HUN) | 11 – 2 (1–1, 2–0, 8–1) | Belgium | Garmisch-Partenkirchen |

|  |  |  |  |  |
|  |  |  |  |  |
|  |  |  |  |  |
|  |  |  |  |  |

| 1936. február 7. | Csehszlovákia (TCH) | 5 – 0 (0–0, 4–0, 1–0) | Belgium | Garmisch-Partenkirchen |

|  |  |  |  |  |
|  |  |  |  |  |
|  |  |  |  |  |
|  |  |  |  |  |

| 1936. február 8. | Franciaország (FRA) | 4 – 2 (1–0, 0–1, 0–0, 1–1, 2–0) | Belgium | Garmisch-Partenkirchen |

|  |  |  |  |  |
|  |  |  |  |  |
|  |  |  |  |  |
|  |  |  |  |  |

| Csapat  | Helyezés |
| ------- | -------- |
| Belgium | 14.      |

## Műkorcsolya
| Versenyző                      | Versenyszám | Kötelező elemek   | Kötelező elemek | Kűr               | Kűr   | Összesítés                     | Összesítés                     | Összesítés                     | Összesítés                     | Összesítés                     | Összesítés                     | Összesítés                     | Összesítés                     | Összesítés                     | Összesítés        | Összesítés  | Összesítés | Összesítés |
| Versenyző                      | Versenyszám | Kötelező elemek   | Kötelező elemek | Kűr               | Kűr   | Helyezési pontszámok bírónként | Helyezési pontszámok bírónként | Helyezési pontszámok bírónként | Helyezési pontszámok bírónként | Helyezési pontszámok bírónként | Helyezési pontszámok bírónként | Helyezési pontszámok bírónként | Helyezési pontszámok bírónként | Helyezési pontszámok bírónként | Több. hely. száma | Hely. össz. | Pont       | Helyezés   |
| Versenyző                      | Versenyszám | Több. hely. száma | Hely.           | Több. hely. száma | Hely. | 1                              | 2                              | 3                              | 4                              | 5                              | 6                              | 7                              | 8                              | 9                              | Több. hely. száma | Hely. össz. | Pont       | Helyezés   |
| ------------------------------ | ----------- | ----------------- | --------------- | ----------------- | ----- | ------------------------------ | ------------------------------ | ------------------------------ | ------------------------------ | ------------------------------ | ------------------------------ | ------------------------------ | ------------------------------ | ------------------------------ | ----------------- | ----------- | ---------- | ---------- |
| Liselotte Landbeck             | Női egyéni  | 4×4+              | 3.              | 4×6+              | 6.    | 6,0                            | 5,0                            | 5,0                            | 3,0                            | 6,0                            | 3,0                            | 4,0                            |                                |                                | 5×5+              | 32,0        | 2753,2     | 4.         |
| Yvonne de Ligne                | Női egyéni  | 5×19+             | 19.             | 4×15+             | 15.   | 17,0                           | 16,0                           | 19,0                           | 10,0                           | 20,0                           | 19,0                           | 17,0                           |                                |                                | 4×17+             | 118,0       | 2437,1     | 18.        |
| Louise Contamine Robert Verdun | Páros       |                   |                 |                   |       | 16,0                           | 16,0                           | 17,0                           | 14,0                           | 14,5                           | 13,0                           | 17,0                           | 16,0                           | 15,0                           | 7×16+             | 138,5       | 73,6       | 16.        |